# Richard Bláha
Richard „Rich“ Bláha (* 6. November 1973 in Prag) ist ein tschechischer Komponist, Sound Designer und Autor.

## Leben
Bláha verbrachte seine Kindheit in der Tschechoslowakei. Im Jahre 1982 floh sein Vater mit ihm zusammen in die Bundesrepublik. Bláha absolvierte 1994 das Abitur mit Schwerpunkt Musik in Gießen und studierte Slawistik und Germanistik an der Justus-Liebig-Universität Gießen.
Da er sich schon seit seiner frühsten Kindheit sehr für Musik und besonders für die Komposition eigener Stücke interessierte, entschloss er sich in den 1990er Jahren sein Hobby zum Beruf zu machen und zog 1998 nach Berlin. Bláha arbeitete bis 2000 für Firmen der New-Economy danach bis 2003 für ein Berliner Tonstudio für Werbung als Komponist, Sound Designer und Musikproduzent.
Seit 2004 arbeitet Bláha als freier Komponist und Sound Designer. Er schreibt Filmmusik und vertont Werbespots für bekannte Marken. Besonders bekannt wurde der Song "Volle Pulle Leben", den Bláha 2002 für die TV-, Radio- und Kino-Werbekampagne der Spreequell Mineralbrunnen GmbH  komponiert hatte.
Bláha komponierte mehrere freie Musiken, wie u. a. zwei Sinfonien für Orchester, fünf Streichquartette und verschiedene Klavierstücke als auch Musiken für Filme und Kurzfilme, wie z. B. Songs für den Spielfilm Lunik oder Filmmusiken für den TV-Film "Glimpsed" von Peter Rodger, die Kurzfilme "Der Fund" und "Tabula Rasa" oder für die Soap "Sturm des Wissens".
Unter dem Pseudonym "RBLH" veröffentlicht Bláha elektronische Musik und Popmusik auf seinem Musiklabel "Pan Rich Music".
Seit 2016 schreibt Bláha darüber, wie er vom Flüchtlingskind zum Komponisten wurde und trägt seine, meist humorvoll gestalteten, Texte regelmäßig auf deutschen Lesebühnen vor. Einige seiner Texte veröffentlicht er auf seinem Blog "Blahas Blog".
2022 betrieb Bláha den Podcast "POWAI - Podcast oder was auch immer" mit dem Schwerpunkt Lesebühnen. Für die einzelnen Folgen wurden jeweils bekannte Autorinnen und Autoren aus der Lesebühnen-Szene eingeladen.
2025 erschien Bláhas erste Buchveröffentlichung: der Kurzgeschichtenband Kann dir auch passieren.
Seit 2023 ist Bláha Vorstandsmitglied des Composers Club e.V., dem Berufsverband der Auftragskomponisten in Deutschland.
Bláha lebt in Berlin. Er ist ein Enkel des tschechischen Schauspielers Josef Bláha (1924–1994).

## Auszeichnungen
- 2003 Nominierung VDW Award als bester Sound-Designer für "Vater", i. A. Nordoff-Robbins-Stiftung, Regie: Zoran Bihac
- 2005 Teilnahme am St. Petersburg Internationales Film Festival für den Kurzfilm "Der Fund" von Thomas C. Mayer
- 2006 ADC-Award in der Kategorie "Film für Verkaufsförderung" für "Somatom CT Dual Source" von Siemens Medical Solutions
- 2006 Teilnahme am 54. Festival Internacional de Cine de Donostia-San Sebastián mit Tabula Rasa
- 2009 Teilnahme Max Ophüls Preis mit Immer Sommer
- 2014 Crystal Palace International Film Festival / Best Music Video für  "Marcel Detmann feat. Emika - Seduction" (Filmtonaufnahmen)
- 2016 Effie Award Silber für "Migros - A vs B The Battle Of Tastes"
- 2017 Effie Award Bronze für "LIDL - Du hast die Wahl"
- 2018 Effie Award Bronze in der Kategorie "Comeback" für "Hohes C - Sonnendurst"
- 2024[1] Grand Prix Eric Serra Nominierung